# 3robi
3robi, pseudonimo di Anass Haouam (Amsterdam, 24 gennaio 1995), è un rapper olandese di origine marocchina.

## Biografia
Anass Haouam nasce da genitori marocchini ad Amsterdam, nel quartiere di Bos en Lommer. Da ragazzo pratica il calcio, giocando nelle giovanili dell'Ajax.

## Carriera
Dopo aver firmato per l'etichetta Wilde Westen, l'8 dicembre 2017 pubblica il suo primo album, Jonge Jongen Naar De Top, che raggiunge la prima posizione della classifica olandese. L'album vede la partecipazione di artisti come Mula B, LouiVos, Lijpe, Sevn Alias e Josylvio. Nel 2019 lascia Wilde Wersten per creare la propria etichetta, Spow Business.
Il 18 dicembre 2020 è la volta del secondo album, Jonge Jongen Naar De Top 2, sequel del precedente, contenente collaborazioni con artisti anche internazionali come Koba LaD, Sky, Lacrim, Heuss l'Enfoiré, Miami Yacine, Rim'K e Morad. Il suo terzo album, dal titolo Flex Mood, viene invece reso disponibile il 4 marzo 2022, e presenta ospiti come Nej, Henkie T, Bryan Mg e Ashafar.
L'11 aprile 2025 pubblica il singolo Noord Africano in collaborazione con Simba La Rue.

## Discografia

### Album in studio
- 2017 – Jonge Jongen naar de Top
- 2020 – Jonge Jongen naar de Top 2
- 2022 – Flex Mood (con Srno)